# Faustino Sainz Muñoz
Faustino Sainz Muñoz (5 juin 1937 – 31 octobre 2012) est un prélat espagnol de l'Église catholique romaine. Il est nonce apostolique en Grande-Bretagne de 2004 jusqu'en décembre 2010, ayant été nommé par le pape Jean-Paul II en 2004.

## Carrière
Né à Almadén, province de Ciudad Real, Faustino Sainz Muñoz est ordonné prêtre le 19 décembre 1964. Il entre au service diplomatique du Saint-Siège en 1970, servant dans les représentations pontificales au Sénégal et en Scandinavie (en), puis au Conseil des Affaires Publiques de l'Église du Secrétariat d'État du Vatican. En tant que jeune diplomate en Finlande (en), il est envoyé comme membre de la délégation du Saint-Siège aux pourparlers préparatoires de la Commission sur la sécurité et la coopération en Europe (CSCE) en 1975 ; la délégation veille avec diligence à ce que la liberté de religion soit incluse dans les Accords d'Helsinki. À son retour au Vatican la même année, Sainz est nommé liaison du Saint-Siège avec la Pologne, la Hongrie, et plus tard avec l'Union soviétique et la Yougoslavie (en).
Il voyage en Amérique latine en 1978, où il accompagne le cardinal Antonio Samorè dans la réussite de l'évitement de la guerre entre Chili et Argentine concernant le conflit du Beagle,. Sainz, qui a accompagné le pape Jean-Paul lors de sa visite dans sa Pologne natale en juin 1979, a décrit les applaudissements de la foule pendant l'homélie du pape lors d'une messe sur la place de la Victoire à Varsovie comme "une image qu'il ne peut pas oublier... c'était le début de la fin du communisme en Pologne".
Le 29 octobre 1988, il est nommé pro-nonce à Cuba (en) et archevêque titulaire de Novaliciana (de) par Jean-Paul II. Sainz a reçu sa consécration épiscopale le 18 décembre suivant (un jour avant le vingt-quatrième anniversaire de son ordination sacerdotale) du cardinal Agostino Casaroli, avec le cardinal Ángel Suquía Goicoechea et l'archevêque Maximino Romero de Lema (es) comme co-consécrateurs. Pendant son mandat, il a de nombreuses discussions avec Fidel Castro sur la coopération épiscopale pour améliorer la position de l'Église cubaine et le bien-être du peuple cubain
Sainz est nommé nonce en République démocratique du Congo (en) le 7 octobre 1992 (offrant la nonciature comme un lieu de soulagement et de refuge pour ceux persécutés pendant le génocide rwandais), à la Communauté européenne (de) le 22 janvier 1999, et en Grande-Bretagne le 11 décembre 2004.
Le 16 mai 2010, Sainz Muñoz subit un léger AVC Il reçoit des soins médicaux à l'hôpital en Espagne. Malgré cela, l'archevêque est présent lorsque le pape Benoît XVI est arrivé à l'aéroport d'Édimbourg, étant le premier à l'accueillir, et étant présent tout au long de la visite papale (de) qui a lieu en septembre 2010. Le 12 novembre 2010, l'archevêque Faustino Sainz Muñoz annonce sa retraite en tant que nonce apostolique en Grande-Bretagne lors de la messe d'action de grâce pour la visite papale à la cathédrale Sainte-Marie d'Édimbourg.

## Les dernières années
Le 28 janvier 2011, l'archevêque a une audience avec le pape Benoît XVI. L'archevêque Sainz Muñoz est diagnostiqué avec une tumeur cérébrale agressive et retourne dans son Espagne natale, où il reçoit sa chimiothérapie. Il y décéde le 31 octobre 2012

## Vie personnelle
L'archevêque Sainz Muñoz est un fan du Real Madrid, et un passionné de marche et de tennis. Il détient un doctorat en droit canon et reçoit un doctorat honoris causa en droit de l'Université d'Aberdeen le 2 juillet 2007. Outre sa langue maternelle, l'espagnol, il parle anglais, français et italien